# Feels Like Rain
Albums de Buddy Guy
Damn Right, I've Got The Blues
(1991) Slippin' In
(1994)
Feels Like Rain est un album studio de Buddy Guy. Il a reçu le grammy Award du meilleur album de blues contemporain lors de la 36e cérémonie des Grammy Awards.

## Liste des pistes
| 1.    | She's a Superstar        | Buddy Guy                 | 5:04 |
| 2.    | I Go Crazy               | James Brown               | 2:26 |
| 3.    | Feels Like Rain          | John Hiatt                | 4:38 |
| 4.    | She's Nineteen Years Old | McKinley Morganfield      | 5:43 |
| 5.    | Some Kind of Wonderful   | John Ellison              | 3:29 |
| 6.    | Sufferin' Mind           | Eddie "Guitar Slim" Jones | 3:33 |
| 7.    | Change in the Weather    | John Fogerty              | 4:38 |
| 8.    | I Could Cry              | Junior Wells              | 5:08 |
| 9.    | Mary Ann                 | Ray Charles               | 3:13 |
| 10.   | Trouble Man (en)         | Marvin Gaye               | 4:07 |
| 11.   | Country Man              | Buddy Guy                 | 6:16 |
| 48:17 |                          |                           |      |